# Telagrion quadricolor
Telagrion quadricolor är en trollsländeart som beskrevs av Friedrich Ris 1918. Telagrion quadricolor ingår i släktet Telagrion och familjen dammflicksländor. IUCN kategoriserar arten globalt som otillräckligt studerad. Inga underarter finns listade i Catalogue of Life.